# مراجعة كبسولية
المراجعة الكبسولية هو مصطلح يستعمل في مجال المراجعة والنقد، وبخاصة في عالم الصحافة الإنجليزية، ويدل على مقالة نقد قصيرة لأحد الأعمال الفنية، مثل الأفلام، الألبومات الموسيقية، المطاعم أو الرسومات. وهي عادة مقالة قصيرة لا يتعدى طولها 300 كلمة، تستعمل في النشر المطبوع والإنترنت وخاصة في الصحف والمجلات.

## التسمية
المراجعة الكبسولية هي ترجمة حرفية للمصطلح الإنكليزي "Campsule Review". ويمكن ترجمتها إلى مصطلحات عربية أخرى، مثل «الانتقاد الموجز» أو «المراجعة المقتضبة».

## أشهر المراجعات الكبسولية

### بالإنكليزية
- دليل ليونارد مارتي للأفلام: وهو دليل يوجز ارأ الكاتب حول الأفلام وهو مشهور بأنه استعمل أقصر مراجعة كبسولية في العالم بحسب كتاب غينيز للأرقام وهي كلمة واحدة "نو" (بالإنجليزية: No وتعني "لا)‏ عند مراجعته لفيلم "أليست عاطفية؟" {{إنج|Isn't It Romantic؟"[1]